# Stephen Beattie
Stephen Halden „Sam” Beattie (ur. 29 marca 1908, zm. 24 kwietnia 1975) – walijski oficer Royal Navy, weteran II wojny światowej. Za udział w rajdzie na Saint-Nazaire został odznaczony najwyższym brytyjskim orderem wojennym – Krzyżem Wiktorii.

## Kariera wojskowa
Do Royal Navy wstąpił w 1926 roku. W latach 1928–1929 służył na pancernikach HMS "Barham" i HMS "Warspite". W 1930 roku promowany do stopnia podporucznika, a rok później porucznika. Od 1935 do lutego 1937 roku był pierwszym oficerem na stacjonującym w basenie Morza Śródziemnego niszczycielu HMS "Arrow". Tę samą funkcję od lipca 1937 roku pełnił na niszczycielu HMS "Zulu". W 1938 roku został awansowany na komandora podporucznika. Już po wybuchu wojny, w lipcu 1940 roku został mianowany kapitanem niszczyciela HMS "Vivien". Dowodził tym okrętem w czasie licznych konwojów przez Morze Północne do grudnia 1941 roku. 

### Operacja Chariot
13 marca 1942 roku został mianowany dowódcą niszczyciela HMS „Campbeltown”. Jednostka ta niedługo wcześniej została wytypowana do wykorzystania w rajdzie na niemiecką bazę morską w Saint-Nazaire (kryptonim: operacja „Chariot”). Beattie zastąpił dotychczasowego dowódcę okrętu, 45-letniego Lorda Teynhama, którego Admiralicja uznała za zbyt zaawansowanego wiekowo do wzięcia udziału w tej karkołomnej akcji. Zuchwały plan operacji przewidywał atak w noc 28 marca 1942 roku na francuski port, którego suchy dok był potencjalnym miejscem schronienia i remontu niemieckiego pancernika „Tirpitz”. Dowodzony przez Beattiego „Campbeltown” miał staranować zewnętrzne wrota doku, umożliwiając zejście z jego pokładu na ląd  grupie komandosów. Po wyrządzeniu przez nich jak największych szkód w infrastrukturze portu, Brytyjczycy zamierzali wycofać się na towarzyszących niszczycielowi ścigaczach. Natomiast wyładowany materiałami wybuchowymi Campbeltown miał kilka godzin później eksplodować, niszcząc suchy dok. 
Beattie zrealizował powierzone mu zadanie, precyzyjnie taranując swój cel, pomimo pożaru dziobowej części okrętu oraz skierowanego na mostek intensywnego ognia niemieckiej artylerii, broni maszynowej oraz oślepiającego światła kilku reflektorów przeciwlotniczych. Wyczyn ten określony został przez historyka wojskowości Kena Forda „wspaniałym przykładem sztuki marynarskiej”. Po taranowaniu Beattie dowodził ewakuacją załogi niszczyciela. Wraz z jej pomyślnym zakończeniem został podjęty przez ścigacz ML 177. Okręt ten podczas odwrotu przez Loarę został jednak trafiony dwoma pociskami kalibru 75 milimetrów i stanął w płomieniach. Około godziny 5.00 Beattie wydał rozkaz jego opuszczenia. O 9.30 wraz z innymi rozbitkami został wyłowiony przez niemiecki okręt patrolowy. W uznaniu jego zasług i postawy całej załogi HMS „Campbeltown” został 21 maja 1942 roku odznaczony Krzyżem Wiktorii (samo wręczenie orderu nastąpiło dopiero w czerwcu 1945 roku, gdy powrócił do Wielkiej Brytanii z niemieckiej niewoli).

### Okres powojenny
Do aktywnej służby w Royal Navy został przywrócony w marcu 1948 roku. Trzy lata później otrzymał awans na komandora. Jego ostatnim przydziałem było stanowisko dowódcy krążownika HMS "Birmingham" (1958–1959). W lipcu 1960 roku przeszedł w stan spoczynku. W połowie lat 60. był zatrudniony przez rząd Etiopii jako doradca ds. marynarki wojennej.
Stephen Beattie zmarł i został pochowany w 1975 roku w Mullion w Kornwalii. Należący do niego Krzyż Wiktorii znajduje się w zbiorach Imperial War Museum.

## Odznaczenia
- Krzyż Wiktorii (Wielka Brytania)
- 1939-45 Star (Wielka Brytania)
- Atlantic Star (Wielka Brytania)
- War Medal 1939-1945 (Wielka Brytania)
- Członek Orderu Menelika II (Etiopia)
- Kawaler Legii Honorowej (1942, Francja)
- Krzyż Wojenny (1942, Francja)